# کشتار راینلاند

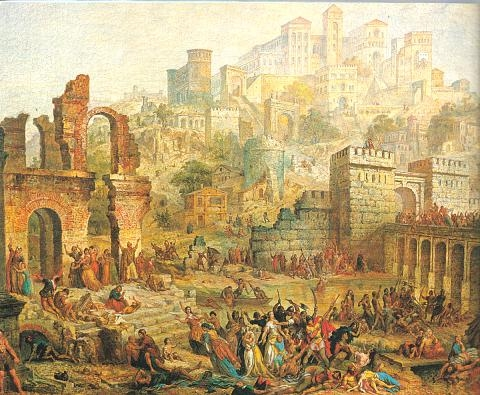
کشتار یهودیان شهر ماینتس در منطقه راینلاند

کشتار راینلاند (عبری: גזרות תתנ"ו‎)ُ به مجموعه قتل‌های یهودیان که توسط ژرمن مسیحی در منطقه راینلاند در جریان جنگ صلیبی عوام‌الناس در سال ۱۰۹۶ صورت گرفت.
در سطح محلی، موعظه‌های نخستین جنگ صلیبی باعث برپایی و ارتکاب کشتار راینلند علیه یهودیان شد؛ برخی از مورخان از این واقعه به‌عنوان «نخستین هلوکاست» یاد می‌کنند. در پایان سال ۱۰۹۵ و آغاز سال ۱۰۹۶ و ماه‌ها پیش از حرکت و برپایی رسمی جنگ صلیبی؛ در ماه اوت، حمله‌هایی به جوامع یهودی در فرانسه و آلمان روی داد. در ماه مه ۱۰۹۶ امیچو فلونهایم (گاهی با امیچو لاینینگن اشتباه می‌شود) به یهودیان در اشپیر و ورمس حمله کرد. دیگر صلیبیون غیررسمی از شوابن، که به‌وسیلهٔٔ هارتمن دیلینگن رهبری می‌شدند، همراه با فرانسوی‌ها، انگلیسی‌ها، لوتارنژی‌ها و داوطلبان فلامان، که به‌وسیلهٔٔ دروگو نل رهبری می‌شدند و ویلیام نجار، همراه با عده‌ای از محلی‌ها، به امیچو پیوستند و او را در انهدام جامعهٔ یهودیان ماینتس در پایان ماه مه، یاری رساندند. در ماینتس، یک زن یهودی وقتی این کشتار را دید، فرزندانش به دست خود کشت همچنین رئیس خاخام، کلونیموس بن مشولام، از آنجایی که کشته شدنش را نزدیک می‌دید، دست به خودکشی زد. پس از این، گروه امیچو در کلن و دیگران در تری‌یر، مس و دیگر شهرها به اقداماتشان ادامه دادند. پیتر راهب ممکن است که در این خشونت‌ها علیه یهودیان شریک بوده‌باشد؛ و کمی دورتر، سپاهی که به‌وسیلهٔٔ کشیشی به نام فولکمار، هدایت می‌شد نیز به یهودیان در شرق بوهم حمله کرد. سپاه امیچو، بدون توقف به‌سوی مجارستان حرکت نمود، اما به‌وسیلهٔٔ سپاه کالمان، پادشاه مجارستان شکست خورد. پیروانش پراکنده شدند؛ گرچه امیچو خودش به خانه بازگشت اما برخی از آنان برای پیوستن به سپاه‌های اصلی به را افتادند. به نظر می‌رسد بسیاری از مهاجمان می‌خواستند با زور، دین یهودیان را تغییر بدهند، اگرچه کسب پول و ثروت از آنان، نیز برایشان انگیزه‌ای ایجاد کرده بود. خشونت فیزیکی علیه یهودیان هیچگاه از سیاست‌های رسمی مقامات کلیسا و برای جنگ صلیبی محسوب نمی‌شد؛ و اسقف‌های مسیحی مخصوصاً اسقف کلن، بیشترین تلاششان را برای محافظت از یهودیان انجام دادند. یک دهه پیش از این رویداد، اسقف اشپیر، گام‌هایی برای محافظت از یهودیان آن شهر با ساخت دیواری به دور محله‌شان و نیز محافظت از آنان دربرابر خشونت مسیحیان، انجام داد و همچنین به رئیس خاخام آن‌ها، حق کنترل موضوعات قضایی در آن محله را اعطا کرد. با این وجود، برخی نیز از آنان دربرابر محافظت کردن یهودیان، پول دریافت می‌کردند. این حملات ممکن است، در این اعتقاد آنان ریشه داشته باشد که آنان، یهودیان و مسلمانان را به یک اندازه دشمن مسیح می‌دانستند، و دشمنان مجبور بودند بجنگند یا به دین مسیحیت درآیند. شایعه شده بود که گادفری بوین، از یهودیان کلن و ماینتس پول اخاذی کرده‌است؛ همچنین تعداد زیادی از صلیبی‌ها از این مسئله که، چرا آن‌ها باید هزاران مایل سفر کنند تا با بی‌اعتقادان مبارزه کنند، درحالی‌که بی‌اعتقادان بسیاری در همان هنگام و در نزدیکی خانه‌هایشان وجود داشتند، شگفت زده شده‌بودند. اکهارت اورا و آلبرت اکس شخصاً حملات به یهودیان را نظاره‌گر بودند همچنین، شاهدان هم‌دورهٔ اصلی در میان جوامع یهودی، عبارت‌اند از: ناشناس ماینتس، الیزر بن ناتان و سلومون بار سیمسون.

## یادداشت
1. ↑  Hartmann of Dillingen
2. ↑  Drogo of Nesle